# Bunns station

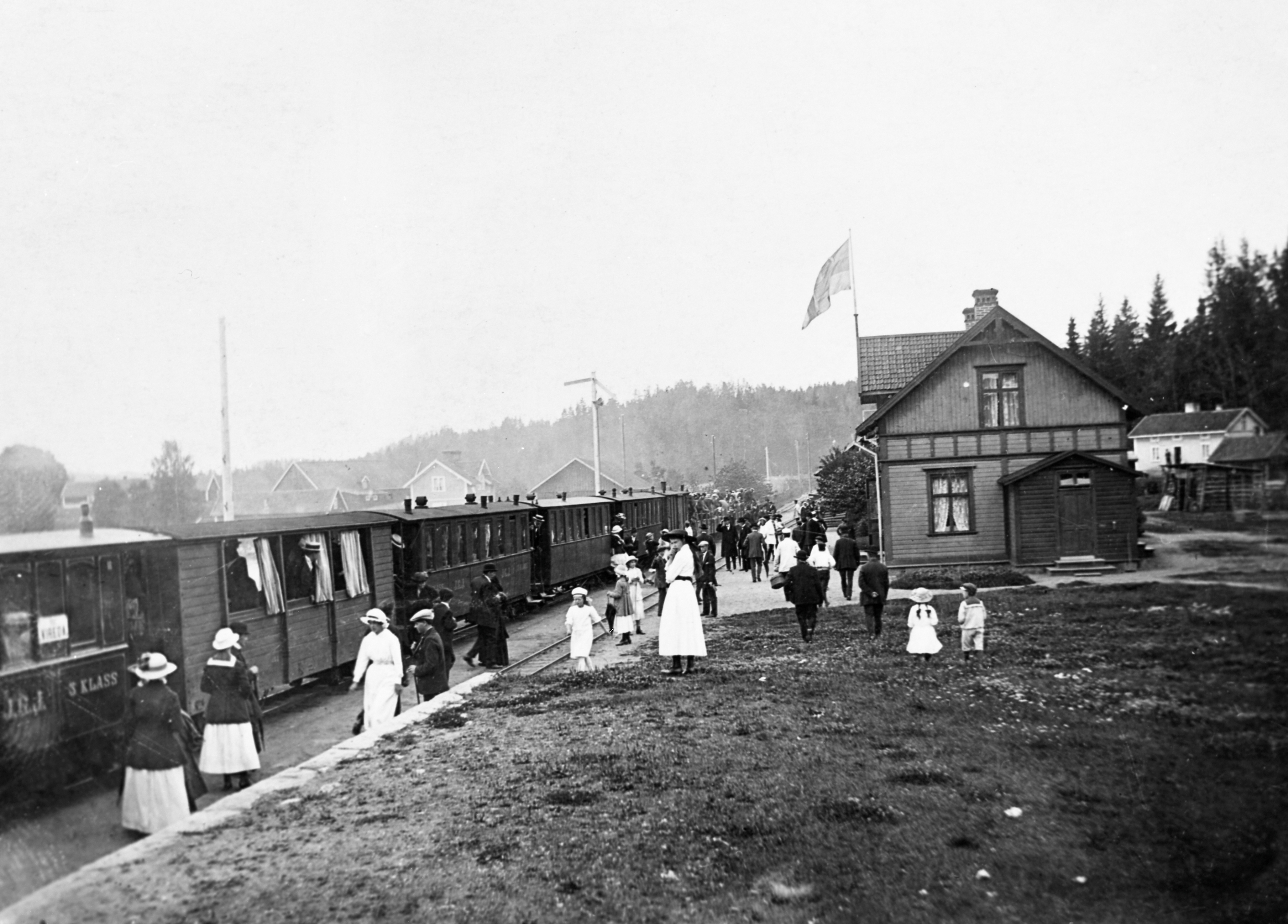
Bunns station, omkring 1915

Bunns station var en station på smalspåriga Jönköping–Gripenbergs Järnväg i orten Bunn i Ölmstads socken vid sjön Bunn. 
Bunns station ligger vid strandkanten. Järnvägens fortsättning går utmed västra strandkanten norrut till den närbelägna stationen Förnäs.

## Bildgalleri

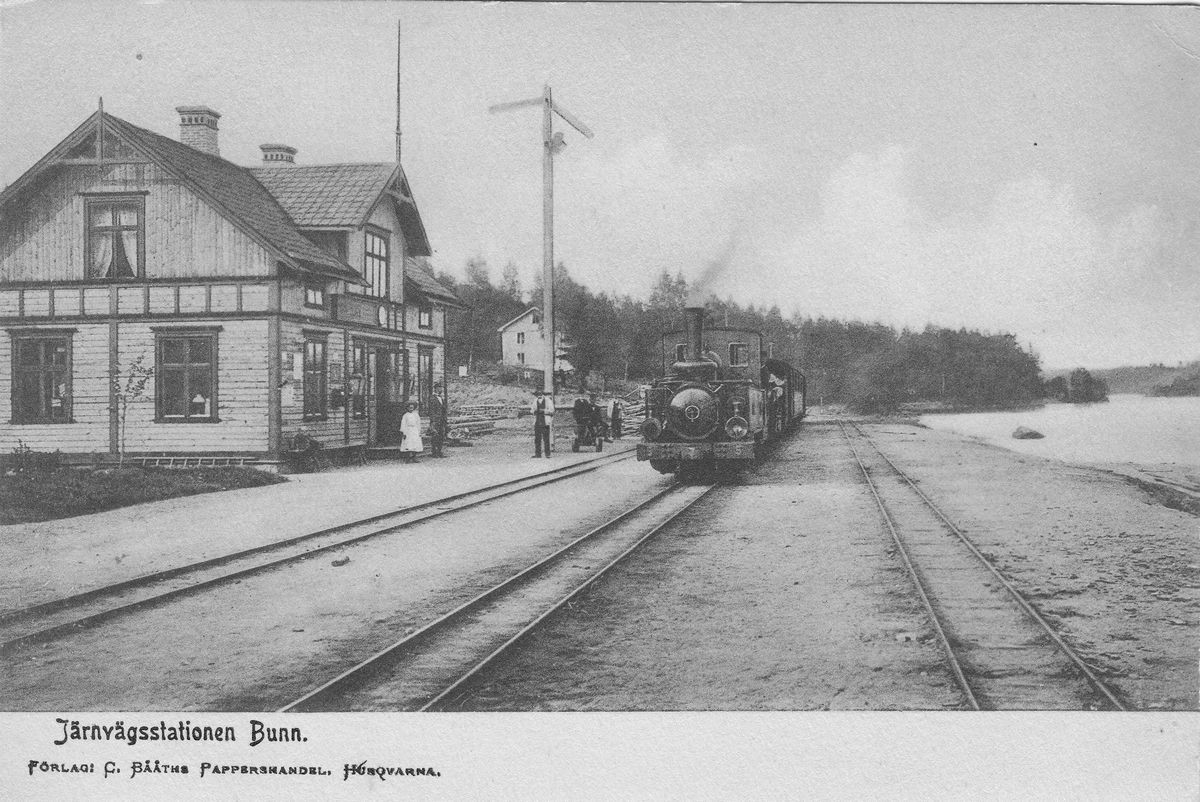
Bunns station
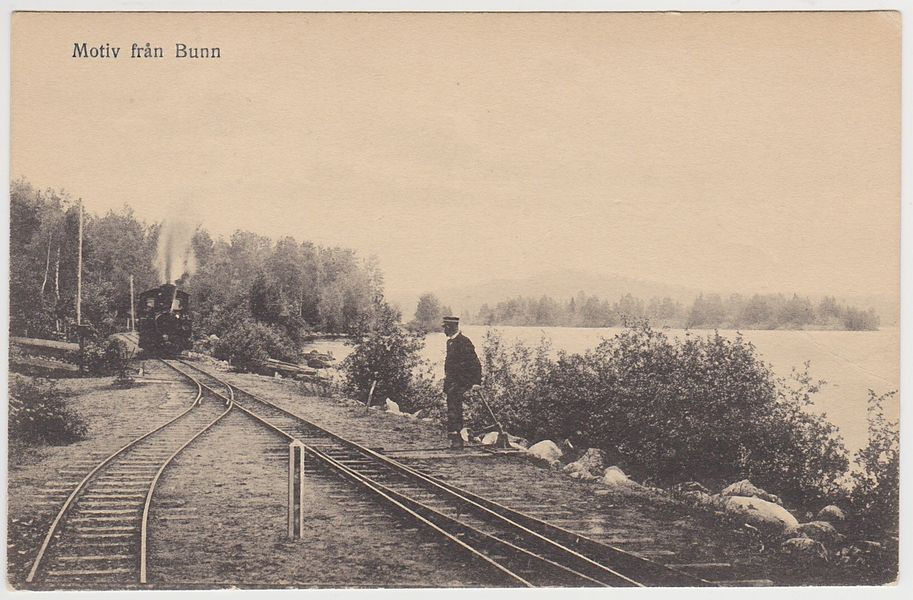
Bunns station